# Разгонный блок

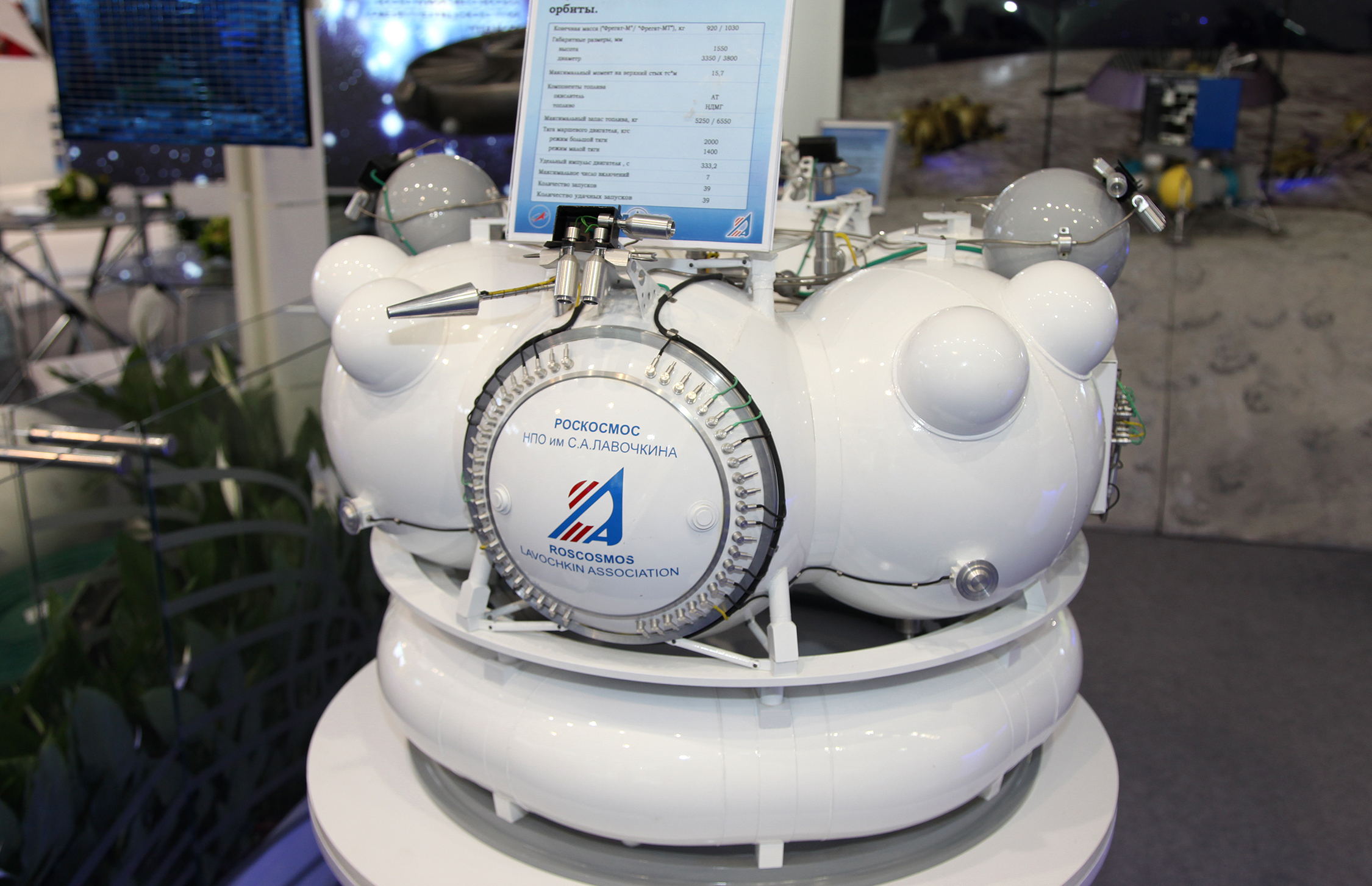
Разгонный блок «Фрегат»

Разго́нный блок (РБ) (также: межорбитальный буксир) — средство выведения космического аппарата (КА), предназначенное для перемещения выводимых полезных грузов с опорной орбиты на целевую орбиту или направления их на отлётные и межпланетные траектории.
Для выполнения этого РБ должны иметь возможность выполнять один или несколько манёвров, связанных с изменением скорости полёта, для чего в каждом случае предполагается включение маршевого двигателя. Между этими включениями могут следовать продолжительные (до нескольких часов) участки пассивного полёта по переходным орбитам или траекториям. Таким образом, разгонный блок может иметь маршевый двигатель многократного включения, а также дополнительную реактивную систему или двигательную установку, обеспечивающую ориентацию и стабилизацию движения РБ с космическим аппаратом и создание условий для запуска маршевого двигателя. При этом управление работой его двигателей может осуществляться как от системы управления КА, так и от автономной системы управления самого РБ. В последнем случае он должен иметь специальный приборный отсек для её размещения. В то же время, существуют разгонные блоки, обеспечивающие только однократное включение двигателя, в частности твердотопливные (например, Star 48).
После отработки и завершения выведения аппарата, такие ступени обычно уводят на орбиту захоронения. На этой орбите происходит «пассивация», то есть слив лишних компонентов топлива и отключение аккумулятора (если эта процедура не завершена или проведена частично, то возникает риск самопроизвольного разрушения, вследствие нагрева от Солнца).

## Межорбитальный буксир
Межорбитальный буксир  служит для выведения  тяжёлых телекоммуникационных платформ на высокие околоземные орбиты, доставки полезных грузов к Луне и Марсу, реализации пилотируемой марсианской экспедиции.
Проекты:
- Паром (межорбитальный буксир)
- Геркулес (межорбитальный буксир)
- Ликвидатор (космический аппарат)
- Транспортно-энергетический модуль (ТЭМ, Ядерный буксир, Космический буксир); в 2020 стал частью проекта «Нуклон».
- также: электромагнитный реактивный ускоритель

Первое практическое использование — американский Mission Extension Vehicle (MEV, аппарат продления миссии) — февраль 2020 года. 
27 января 2022 китайский КК «Шицзянь-21» (实践二十一号, Shijian 21, SJ-21) отбуксировал отработавший аппарат CompassG2 с геостационарной орбиты на «орбиту захоронения».